# Sankt Pantaleon-Erla
St. Pantaleon-Erla är en kommun  i Österrike. Den ligger i distriktet Amstetten i förbundslandet Niederösterreich, 130 km väster om huvudstaden Wien. Kommunens huvudort är St. Pantaleon.
Kommunen består av två orter (Ortschaften) (inom parentes invånarantal 1 januari 2024):
- Erla (800)
- St. Pantaleon (1 918)